# Werner Rundshagen
Werner Rundshagen (* 13. Januar 1921 in Hamburg; † 27. November 2008 in Köln) war ein deutscher Schauspieler und Hörspielsprecher.

## Leben
Werner Rundshagen spielte an verschiedenen deutschen Theatern, so 1951 als Peter Squenz im Sommernachtstraum von William Shakespeare auf einer Freilichtbühne im Hamburger Park Planten un Blomen oder 1956 an der Seite von Erna Nitter in Ladislaus Bus-Feketes Komödie Jean am Jungen Theater. Ebenfalls am Jungen Theater war Rundshagen 1957 in Gerd Oelschlegels Romeo und Julia in Berlin neben anderen wiederum gemeinsam mit Erna Nitter zu sehen. 1958 sprach er an der Hamburgischen Staatsoper den Prolog des Barden in Béla Bartóks Oper Herzog Blaubarts Burg. Am Stadttheater Münster spielte Rundshagen 1963 die Titelrolle in Christian Dietrich Grabbes Napoleon oder Die hundert Tage, 1965 verkörperte er den Marquis de Sade in Peter Weiss’ Die Verfolgung und Ermordung Jean Paul Marats dargestellt durch die Schauspielgruppe des Hospizes zu Charenton unter Anleitung des Herrn de Sade am Hessischen Staatstheater Wiesbaden in der Regie von Hansgünther Heyme. Weiter war er 1981 am Schauspiel Frankfurt engagiert und dort u. a. in Johannes Schaafs Inszenierung von Tschechows Der Kirschgarten zu sehen.

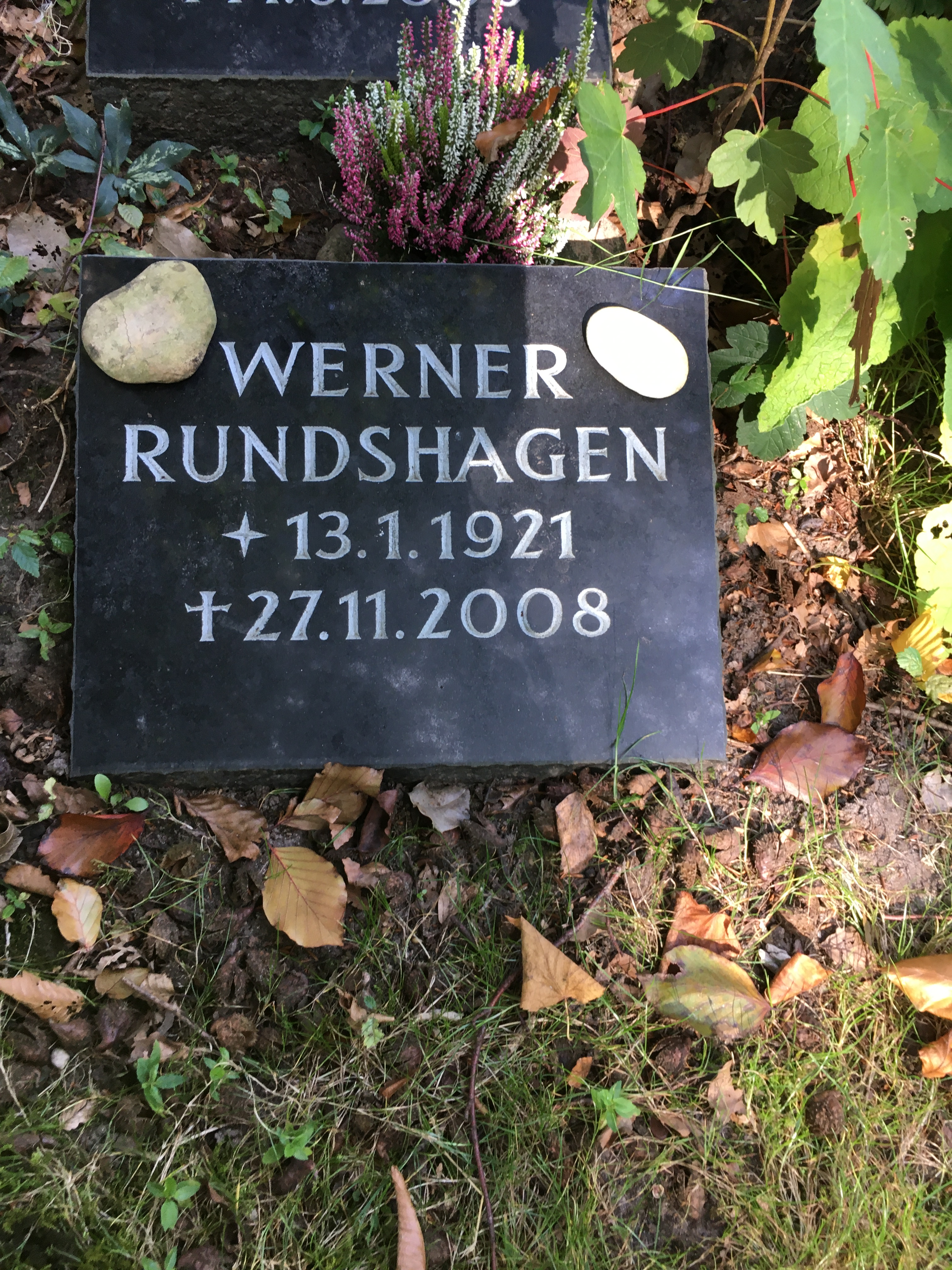
Grabstätte auf dem Friedhof Ohlsdorf

Daneben konnte Werner Rundshagen seit 1950 eine knapp ein halbes Jahrhundert lang andauernde und umfangreiche Sprechertätigkeit nachweisen. 1955 sprach er in Friedrich Dürrenmatts Das Unternehmen der Wega in einer Produktion des Nordwestdeutschen Rundfunks, 1958 war er (als Winnetou) in mehreren Hörspielfassungen von Karl Mays Old Surehand zu hören, 1968 als Leo Brent in den Teilen 6 bis 8 des Kriminalspiels Paul Temple und der Fall Alex in der Regie von Otto Düben.
Selten dagegen arbeitete Rundshagen vor der Kamera. 1971 verkörperte er Friedrich Olbricht in dem Film Operation Walküre. Er spielte in zwei Folgen der Science-Fiction-Serie Das blaue Palais von Rainer Erler und war gastweise in weiteren Serien wie Die unsterblichen Methoden des Franz Josef Wanninger und Der Fahnder zu sehen.
Werner Rundshagen, der mit der Schauspielerin Anke Tegtmeyer verheiratet war, verstarb Ende November 2008 in Köln und wurde am 16. Dezember 2008 auf dem Hamburger Friedhof Ohlsdorf beigesetzt (Grablage O 17/202-204).

## Filmografie
- 1954: Ein Mann aus einer großen Stadt
- 1966: Theater und Gesellschaft – Rollenbilder im Wandel der Jahrhunderte
- 1967: Helm
- 1970: Das Haus Lunjowo
- 1971: Operation Walküre
- 1974: Das blaue Palais – Das Genie
- 1974: Das blaue Palais – Das Medium, Der Verräter
- 1978: Plutonium
- 1980: Die unsterblichen Methoden des Franz Josef Wanninger – Der Vierzehnender
- 1980: Die unsterblichen Methoden des Franz Josef Wanninger – Liebe, Geld und Adel
- 1981: Mit Gewissenhaftigkeit und Würde
- 1981: Tante Maria
- 1985: Der Fahnder – In unseren Kreisen

## Hörspiele (Auswahl)
- 1950: Duval fällt die Treppe rauf – Regie: Fritz Schröder-Jahn
- 1951: Interview mit einem Stern – Regie: Fritz Schröder-Jahn
- 1952: Das große Uhrwerk – Regie: Fritz Schröder-Jahn
- 1953: Der Terminkalender – Regie: Fritz Schröder-Jahn
- 1953: Das Gericht zieht sich zur Beratung zurück (Folge: Kindesentführung) – Regie: Gerd Fricke
- 1953: Das Gericht zieht sich zur Beratung zurück (Folge: Ferndiagnose) – Regie: Gerd Fricke
- 1954: Der Sonderzug – Regie: Kurt Reiss
- 1954: Unter dem Milchwald – Regie: Fritz Schröder-Jahn
- 1955: Das Unternehmen der Wega – Regie: Kurt Reiss
- 1955: Die Gattin des Ministers – Regie: S. O. Wagner
- 1955: Zinngeschrei – Regie: Gustav Burmester
- 1956: Akte 414: Wilhelm Voigt – Regie: Kurt Reiss
- 1957: Die Jagd nach dem Täter (Folge: Anruf nach Mitternacht) – Regie: S. O. Wagner
- 1958: Die Jagd nach dem Täter (Folge: Die Tote aus Hafenbecken 1) – Regie: S. O. Wagner
- 1958: Old Surehand – Regie: Kurt Meister
- 1959: Die Jagd nach dem Täter (Folge: Die Affenmaske) – Regie: S. O. Wagner
- 1960: Partner von morgen – Regie: Hans Rosenhauer
- 1962: Der Blaumilchkanal – Regie: Horst Loebe
- 1962: Gartenlaube mit Baukostenzuschuß – Regie: Hans Rosenhauer
- 1964: Das Zauberpferd – Regie: Manfred Brückner
- 1965: Der Topf – Regie: Günter Bommert
- 1966: Der große Zybilek – Regie: Günther Sauer
- 1967: Haustrauung – Regie: Curt Goetz-Pflug
- 1968: Paul Temple und der Fall Alex – Regie: Otto Düben
- 1968: Prozeß in Nürnberg – Regie: Raoul Wolfgang Schnell
- 1969: Kleine Enquête – Regie: Heinz Wilhelm Schwarz
- 1970: Herr und Frau S. in Erwartung ihrer Gäste – Regie: Fritz Schröder-Jahn
- 1971: Fremde Tote – Regie: Hans Rosenhauer
- 1972: Der Ehrenpunkt – Regie: Gustav Burmester
- 1973: Haben Sie Hitler gesehen – Regie: Hans Gerd Krogmann
- 1974: Briefwechsel mit einem Kollegen – Regie: Günther Sauer
- 1975: Die Belohnung – Regie: Heinz Wilhelm Schwarz
- 1976: Lächeln ist die List der Triebtäter – Regie: Hans Rosenhauer
- 1977: 500 000 Tonnen Rohöl – Regie: Dieter Carls
- 1978: Im Zirkus – Regie: Raoul Wolfgang Schnell
- 1979: Die merkwürdigen Abenteuer einer zuverlässigen und keineswegs aufsässigen Chef-Sekretärin – Regie: Hans Gerd Krogmann
- 1980: Römischer Urlaub – Regie: Wolfram Rosemann
- 1981: Neue Szenen aus dem zukünftigen Leben – Regie: Sylvia Molzer
- 1982: Das andere Land – Regie: Heinz Dieter Köhler
- 1983: Interview – Regie: Ernst Jacobi
- 1984: Erdbeerzeit – Regie: Andreas Weber-Schäfer
- 1985: Autobahn. Jede Gesellschaft macht ihre Mörder – Regie: Elfriede Czurda
- 1986: Keine Gnade für Störtebeker – Regie: Heinz Wilhelm Schwarz
- 1987: Sprechstunde – Regie: Heinz Dieter Köhler
- 1988: Keine weiteren Fragen – Regie: Horst Loebe
- 1989: Die letzte Schurkerei – Regie: Elmar Boensch
- 1990: Probelauf – Regie: Frank-Erich Hübner
- 1991: Elektromeister Puchala – Regie: Frank-Erich Hübner
- 1992: Der Herr der Ringe – Regie: Bernd Lau
- 1993: Der Bootshaken – Regie: Christoph Pragua
- 1994: Straßen des Geldes – Regie: Dieter Carls
- 1995: Der Zauberpudding – Die Abenteuer des Bunyip Bluegum – Regie: Hans Helge Ott
- 1996: Die Jagd nach dem Schnatz – Regie: Oliver Sturm
- 1997: Die vier Horizonte der Wüste – Der Sand antwortet nur dem Sand – Regie: Christiane Ohaus
- 1999: Und der Nachthund bellt sehr leise – Regie: Oliver Sturm